# Elektrana na valove Mutriku
Elektrana na valove Mutriku je elektrana na valove, koje se nalazi u španjolskom mjestu Mutrikuu (autonomna zajednica Baskija), a ogledni je primjer korištenja energije valova za proizvodnju električne struje. Mutriku je idilično mjestašce u Baskiji, na španjolskoj atlantskoj obali. U zaljevu živi oko 5000 ljudi. U lukobranu, izvana nevidljiva, nalazi se vrlo moderna elektrana na morske valove. 8. srpnja 2011. je postrojenje od 300 kW pušteno u pogon i danonoćno proizvodi električnu struju, a zasad strujom opskrbljuje oko 600 ljudi. U sklopu postrojenja nalazi se 16 Wellsovih turbina.
Vlasnik postrojenja, baskijski EVE (španj. Ente Vasco de la Energia), namjerava atlantsku obalu koristiti za takva postrojenja. Dali su procijeniti potencijal valova na tom području i došli do zaključka da bi se čak 10% potreba za električnom strujom na tom području moglo pokrivati iz morskih valova. Inače, način dobivanja energije iz morskih valova je jednostavan. U lukobranu se nalaze šupljine koje su otvorene prema moru. Valovi zapljuskuju šupljine i izazivaju strujanje zraka koje pokreće specijalne Wellsove turbine. Naravno, koristi se i strujanje prilikom povlačenja valova.
Ova tehnika je više od deset godina testirana prije svega u Škotskoj (Elektrana na valove Islay LIMPET) i sve više usavršavana. Prema navodima proizvođača turbina Siemens Voitha učinkovitost je posljednjih godina povećana za više od 50%.

## Elektrane i na otvorenom moru
Dugoročne prognoze govore da energija morskih valova može zauzeti velik udio u proizvodnji električne struje, ali razna tehnička rješenja su uglavnom još na početku. U svijetu postoji oko 60 projekata korištenja energije morskih valova. Po mišljenju istraživača valova Franka Neumanna iz Wave Energy Centra u Lisabonu, takozvana OWC-postrojenja (engl. Oscillating Water Column), kao u španjolskom Mutrikuu, trenutno imaju najbolje izglede na tržištu. No, neki stručnjaci smatraju da smisla imaju i postrojenja na otvorenom moru, koja mogu koristiti jače valove i tako proizvoditi više struje. No, tehnički izazovi su vrlo veliki i samo rijetki takvi projekti već proizvode električnu struju. Frank Neumann osobito perspektivnom smatra tehniku takozvanih plutača. One koriste energiju valova na otvorenom moru, poput pumpe, i struja se proizvodi na licu mjesta. Trenutno u svijetu ima desetak projekata s plutačama, koji eksperimentiraju s različitim tehnikama.

## Vanjske poveznice
- Animation showing OWC wave power plant" Prikaz rada Wellsove turbine